# Olympische Sommerspiele 2020/Teilnehmer (Marokko)
| Gelbes Symbol für Goldmedaillen mit stilisierten Olympischen Ringen | Graues Symbol für Silbermedaillen mit stilisierten Olympischen Ringen | Braundes Symbol für Bronzemedaillen mit stilisierten Olympischen Ringen |
| ------------------------------------------------------------------- | --------------------------------------------------------------------- | ----------------------------------------------------------------------- |
| 1                                                                   | —                                                                     | —                                                                       |

Marokko nahm an den Olympischen Spielen 2020 in Tokio mit 47 Sportlern in 18 Sportarten teil. Es war die insgesamt 15. Teilnahme an Olympischen Sommerspielen.

## Medaillengewinner

### Gold
| Name                | Sportart       | Wettkampf        |
| ------------------- | -------------- | ---------------- |
| Soufiane el-Bakkali | Leichtathletik | 3000 m Hindernis |

## Teilnehmer nach Sportarten

### Beachvolleyball
| Athleten                        | Gruppenphase            | Gruppenphase       | Gruppenphase | Gruppenphase | Achtelfinale  | Achtelfinale  | Viertelfinale | Viertelfinale | Halbfinale    | Halbfinale    | Finale        | Finale        | Rang |
| Athleten                        | Gegner                  | Ergebnis           | Punkte       | Rang         | Gegner        | Ergebnis      | Gegner        | Ergebnis      | Gegner        | Ergebnis      | Gegner        | Ergebnis      | Rang |
| ------------------------------- | ----------------------- | ------------------ | ------------ | ------------ | ------------- | ------------- | ------------- | ------------- | ------------- | ------------- | ------------- | ------------- | ---- |
| Männer                          |                         |                    |              |              |               |               |               |               |               |               |               |               |      |
| Mohamed Abicha Zouheir Elgraoui | Fijałek / Bryl          | 0:2 (17:21, 11:21) | 3            | 4            | ausgeschieden | ausgeschieden | ausgeschieden | ausgeschieden | ausgeschieden | ausgeschieden | ausgeschieden | ausgeschieden | 19   |
| Mohamed Abicha Zouheir Elgraoui | Evandro / Bruno Schmidt | 0:2 (14:21, 16:21) | 3            | 4            | ausgeschieden | ausgeschieden | ausgeschieden | ausgeschieden | ausgeschieden | ausgeschieden | ausgeschieden | ausgeschieden | 19   |
| Mohamed Abicha Zouheir Elgraoui | Grimalt / Grimalt       | 0:2 (14:21, 12:21) | 3            | 4            | ausgeschieden | ausgeschieden | ausgeschieden | ausgeschieden | ausgeschieden | ausgeschieden | ausgeschieden | ausgeschieden | 19   |

### Boxen
| Athleten          | Wettbewerb                  | 1. Runde      | 1. Runde | Achtelfinale  | Achtelfinale  | Viertelfinale | Viertelfinale | Halbfinale    | Halbfinale    | Finale        | Finale        | Rang |
| Athleten          | Wettbewerb                  | Gegner        | Ergebnis | Gegner        | Ergebnis      | Gegner        | Ergebnis      | Gegner        | Ergebnis      | Gegner        | Ergebnis      | Rang |
| ----------------- | --------------------------- | ------------- | -------- | ------------- | ------------- | ------------- | ------------- | ------------- | ------------- | ------------- | ------------- | ---- |
| Frauen            |                             |               |          |               |               |               |               |               |               |               |               |      |
| Rabab Cheddar     | Fliegengewicht bis 51 kg    | C. Davison    | 0:5      | ausgeschieden | ausgeschieden | ausgeschieden | ausgeschieden | ausgeschieden | ausgeschieden | ausgeschieden | ausgeschieden | 17   |
| Oumaïma Bel Ahbib | Weltergewicht bis 69 kg     | Freilos       | Freilos  | A. Lyssenko   | 0:5           | ausgeschieden | ausgeschieden | ausgeschieden | ausgeschieden | ausgeschieden | ausgeschieden | 9    |
| Männer            |                             |               |          |               |               |               |               |               |               |               |               |      |
| Mohamed Hamout    | Federgewicht bis 57 kg      | D. Shahbakhsh | 0:5      | ausgeschieden | ausgeschieden | ausgeschieden | ausgeschieden | ausgeschieden | ausgeschieden | ausgeschieden | ausgeschieden | 17   |
| Abdelhaq Nadir    | Leichtgewicht bis 63 kg     | R. Colin      | 1:4      | ausgeschieden | ausgeschieden | ausgeschieden | ausgeschieden | ausgeschieden | ausgeschieden | ausgeschieden | ausgeschieden | 17   |
| Mohamed Assaghir  | Halbschwergewicht bis 81 kg | I. Chatajew   | RSC      | ausgeschieden | ausgeschieden | ausgeschieden | ausgeschieden | ausgeschieden | ausgeschieden | ausgeschieden | ausgeschieden | 17   |
| Youness Baalla    | Schwergewicht bis 91 kg     | Freilos       | Freilos  | D. Nyika      | 0:5           | ausgeschieden | ausgeschieden | ausgeschieden | ausgeschieden | ausgeschieden | ausgeschieden | 9    |

### Fechten
| Athleten        | Wettbewerb   | 1. Runde | 1. Runde | 2. Runde | 2. Runde | Achtelfinale | Achtelfinale | Viertelfinale | Viertelfinale | Halbfinale / Klassifikation | Halbfinale / Klassifikation | Finale / Platzierung | Finale / Platzierung | Rang          |
| Athleten        | Wettbewerb   | Gegner   | Ergebnis | Gegner   | Ergebnis | Gegner       | Ergebnis     | Gegner        | Ergebnis      | Gegner                      | Ergebnis                    | Gegner               | Ergebnis             | Rang          |
| --------------- | ------------ | -------- | -------- | -------- | -------- | ------------ | ------------ | ------------- | ------------- | --------------------------- | --------------------------- | -------------------- | -------------------- | ------------- |
| Männer          |              |          |          |          |          |              |              |               |               |                             |                             |                      |                      |               |
| Houssam El Kord | Degen Einzel | Freilos  | Freilos  | Wang Z.  | 15:14    | G. Siklósi   | 13:15        | ausgeschieden | ausgeschieden | ausgeschieden               | ausgeschieden               | ausgeschieden        | ausgeschieden        | ausgeschieden |

### Gewichtheben
| Athleten        | Wettbewerb              | Reißen  | Reißen | Stoßen  | Stoßen | Zweikampf | Zweikampf | Rang |
| Athleten        | Wettbewerb              | Gewicht | Rang   | Gewicht | Rang   | Gewicht   | Rang      | Rang |
| --------------- | ----------------------- | ------- | ------ | ------- | ------ | --------- | --------- | ---- |
| Männer          |                         |         |        |         |        |           |           |      |
| Abderrahim Moum | Leichtgewicht bis 73 kg | 127 kg  | 13     | 151 kg  | 14     | 278 kg    | 14        | 14   |

### Golf
| Athleten      | Runde 1 | Runde 2 | Runde 3 | Runde 4 | Gesamt | Par | Rang |
| ------------- | ------- | ------- | ------- | ------- | ------ | --- | ---- |
| Frauen        |         |         |         |         |        |     |      |
| Diksha Dagar  | 76      | 72      | 72      | 70      | 290    | +6  | 49   |
| Maha Haddioui | 72      | 74      | 70      | 69      | 285    | +1  | 43   |

### Judo
| Athleten       | Wettbewerb | 1. Runde    | 1. Runde | 2. Runde | 2. Runde | Achtelfinale  | Achtelfinale  | Viertelfinale | Viertelfinale | Halbfinale / Trostrunde | Halbfinale / Trostrunde | Finale / Platz 3 | Finale / Platz 3 | Rang |
| Athleten       | Wettbewerb | Gegner      | Ergebnis | Gegner   | Ergebnis | Gegner        | Ergebnis      | Gegner        | Ergebnis      | Gegner                  | Ergebnis                | Gegner           | Ergebnis         | Rang |
| -------------- | ---------- | ----------- | -------- | -------- | -------- | ------------- | ------------- | ------------- | ------------- | ----------------------- | ----------------------- | ---------------- | ---------------- | ---- |
| Frauen         |            |             |          |          |          |               |               |               |               |                         |                         |                  |                  |      |
| Soumiya Iraoui | bis 52 kg  | K. Warasiha | 10:0s1   | —        | —        | C. Giles      | 0:10          | ausgeschieden | ausgeschieden | ausgeschieden           | ausgeschieden           | ausgeschieden    | ausgeschieden    | 9    |
| Assmaa Niang   | bis 70 kg  | A. Bellandi | 0s2:1s1  | —        | —        | ausgeschieden | ausgeschieden | ausgeschieden | ausgeschieden | ausgeschieden           | ausgeschieden           | ausgeschieden    | ausgeschieden    | 17   |

### Kanu

#### Kanuslalom
| Athleten     | Wettbewerb | Vorlauf  | Vorlauf | Halbfinale    | Halbfinale    | Finale        | Finale        | Rang |
| Athleten     | Wettbewerb | Zeit     | Rang    | Zeit          | Rang          | Zeit          | Rang          | Rang |
| ------------ | ---------- | -------- | ------- | ------------- | ------------- | ------------- | ------------- | ---- |
| Frauen       |            |          |         |               |               |               |               |      |
| Celia Jodar  | K-1        | 171,38 s | 27      | ausgeschieden | ausgeschieden | ausgeschieden | ausgeschieden | 27   |
| Männer       |            |          |         |               |               |               |               |      |
| Mathis Soudi | K-1        | 93,86 s  | 15      | 103,58 s      | 18            | ausgeschieden | ausgeschieden | 18   |

### Karate

#### Kumite
| Athleten       | Wettbewerb       | Gruppenphase | Gruppenphase | Halbfinale    | Halbfinale    | Finale        | Finale        | Rang |
| Athleten       | Wettbewerb       | Punkte       | Rang         | Gegner        | Ergebnis      | Gegner        | Ergebnis      | Rang |
| -------------- | ---------------- | ------------ | ------------ | ------------- | ------------- | ------------- | ------------- | ---- |
| Frauen         |                  |              |              |               |               |               |               |      |
| Btissam Sadini | Kumite bis 61 kg | 1            | 5            | ausgeschieden | ausgeschieden | ausgeschieden | ausgeschieden | 9    |

### Leichtathletik
Laufen und Gehen 
| Athleten               | Wettbewerb       | Runde 1      | Runde 1 | Halbfinale    | Halbfinale    | Finale        | Finale        |
| Athleten               | Wettbewerb       | Zeit         | Rang    | Zeit          | Rang          | Zeit          | Rang          |
| ---------------------- | ---------------- | ------------ | ------- | ------------- | ------------- | ------------- | ------------- |
| Frauen                 |                  |              |         |               |               |               |               |
| Rababe Arafi           | 800 m            | 2:00,96 min  | 3       | 1:59,86 min   | 6             | ausgeschieden | ausgeschieden |
| Rababe Arafi           | 1500 m           | DNF          | DNF     | ausgeschieden | ausgeschieden | ausgeschieden | ausgeschieden |
| Rkia el-Moukim         | Marathon         | —            | —       | —             | —             | 2:40:10 h     | 56            |
| Männer                 |                  |              |         |               |               |               |               |
| Abdelati el-Guesse     | 800 m            | 1:44,84 min  | 4       | 1:46,85 min   | 8             | ausgeschieden | ausgeschieden |
| Oussama Nabil          | 800 m            | 1:45,64 min  | 5       | 1:46,42 min   | 4             | ausgeschieden | ausgeschieden |
| Mostafa Smaili         | 800 m            | 1:46,05 min  | 4       | ausgeschieden | ausgeschieden | ausgeschieden | ausgeschieden |
| Soufiane el-Bakkali    | 1500 m           | DNF          | DNF     | ausgeschieden | ausgeschieden | ausgeschieden | ausgeschieden |
| Anass Essayi           | 1500 m           | 3:45,92 min  | 11      | ausgeschieden | ausgeschieden | ausgeschieden | ausgeschieden |
| Abdelatif Sadiki       | 1500 m           | 3:36,23 min  | 5       | 3:33,59 min   | 8             | ausgeschieden | ausgeschieden |
| Soufiane Bouqantar     | 5000 m           | 13:43,97 min | 12      | —             | —             | ausgeschieden | ausgeschieden |
| Abdelkarim Ben Zahra   | 3000 m Hindernis | 8:28,63 min  | 10      | —             | —             | ausgeschieden | ausgeschieden |
| Soufiane el-Bakkali    | 3000 m Hindernis | 8:19,00 min  | 1       | —             | —             | 8:08,90 min   | Gold          |
| Mohamed Tindouft       | 3000 m Hindernis | 8:15,91 min  | 5       | —             | —             | 8:23,56 min   | 13            |
| Othmane el-Goumri      | Marathon         | —            | —       | —             | —             | 2:11:58 h     | 9             |
| Mohamed Reda el-Aaraby | Marathon         | —            | —       | —             | —             | 2:12:22 h     | 11            |
| Hamza Sahli            | Marathon         | —            | —       | —             | —             | 2:14:48 h     | 18            |

### Radsport

#### Straße
| Athleten          | Wettbewerb    | Zeit | Rang |
| ----------------- | ------------- | ---- | ---- |
| Männer            |               |      |      |
| Mohcine Elkouraji | Straßenrennen | DNF  | DNF  |

### Reiten

#### Dressurreiten
| Athleten                        | Wettbewerb | Prozent    | Prozent       | Rang |
| Athleten                        | Wettbewerb | Grand Prix | GP Kür        | Rang |
| ------------------------------- | ---------- | ---------- | ------------- | ---- |
| Yessin Rahmouni mit All At Once | Einzel     | 66,599 %   | ausgeschieden | 44   |

#### Springreiten
| Athleten | Wettbewerb | Qualifikation | Qualifikation | Finale        | Finale        | Rang |
| Athleten | Wettbewerb | Strafpunkte   | Rang          | Strafpunkte   | Rang          | Rang |
| --- | ---------- | ------------- | ------------- | ------------- | ------------- | ---- |
| Ali Al-Ahrach mit USA de Riverland                                                                                       | Einzel     | ausgeschieden | ausgeschieden | ausgeschieden | ausgeschieden | —    |
| El Ghali Boukaa mit Ugolino du Clos                                                                                      | Einzel     | 14,00         | 60            | ausgeschieden | ausgeschieden | 60   |
| Abdelkebir Ouaddar mit Istanbull v.h Ooievaarshof                                                                        | Einzel     | 16,00         | 63            | ausgeschieden | ausgeschieden | 63   |
| Ali Al-Ahrach mit USA de Riverland El Ghali Boukaa mit Ugolino du Clos Abdelkebir Ouaddar mit Istanbull v.h Ooievaarshof | Mannschaft | 37,00         | 13            | ausgeschieden | ausgeschieden | 13   |

### Ringen

#### Griechisch-römischer Stil
Legende: G = Gewonnen, V = Verloren, S = Schultersieg
| Athleten        | Wettbewerb       | Achtelfinale | Achtelfinale | Viertelfinale | Viertelfinale | Halbfinale    | Halbfinale    | Hoffnungsrunde Halbfinale | Hoffnungsrunde Halbfinale | Hoffnungsrunde Finale | Hoffnungsrunde Finale | Finale        | Finale        | Rang |
| Athleten        | Wettbewerb       | Gegner       | Ergebnis     | Gegner        | Ergebnis      | Gegner        | Ergebnis      | Gegner                    | Ergebnis                  | Gegner                | Ergebnis              | Gegner        | Ergebnis      | Rang |
| --------------- | ---------------- | ------------ | ------------ | ------------- | ------------- | ------------- | ------------- | ------------------------- | ------------------------- | --------------------- | --------------------- | ------------- | ------------- | ---- |
| Männer          |                  |              |              |               |               |               |               |                           |                           |                       |                       |               |               |      |
| Zied Ayet Ikram | Klasse bis 77 kg | T. Lőrincz   | V DNS        | ausgeschieden | ausgeschieden | ausgeschieden | ausgeschieden | ausgeschieden             | ausgeschieden             | ausgeschieden         | ausgeschieden         | ausgeschieden | ausgeschieden | —    |

### Rudern
| Athleten        | Wettbewerb | Vorlauf     | Vorlauf | Vorlauf       | Hoffnungslauf | Hoffnungslauf | Hoffnungslauf  | Viertelfinale | Viertelfinale | Viertelfinale | Halbfinale  | Halbfinale | Halbfinale    | Finale      | Finale | Rang |
| Athleten        | Wettbewerb | Zeit        | Platz   | Qualifikation | Zeit          | Platz         | Qualifikation  | Zeit          | Platz         | Qualifikation | Zeit        | Platz      | Qualifikation | Zeit        | Platz  | Rang |
| --------------- | ---------- | ----------- | ------- | ------------- | ------------- | ------------- | -------------- | ------------- | ------------- | ------------- | ----------- | ---------- | ------------- | ----------- | ------ | ---- |
| Frauen          |            |             |         |               |               |               |                |               |               |               |             |            |               |             |        |      |
| Sarah Fraincart | Einer      | 8:32,78 min | 5       | Hoffnungslauf | 8:42,78 min   | 5             | Halbfinale E/F | –             | –             | –             | 8:43,90 min | 2          | Finale E      | 8:25,38 min | 5      | 29   |

### Schießen
| Athleten         | Wettbewerb | Qualifikation   | Qualifikation | Finale          | Finale        | Ringe/ Scheiben | Rang |
| Athleten         | Wettbewerb | Ringe/ Scheiben | Rang          | Ringe/ Scheiben | Rang          | Ringe/ Scheiben | Rang |
| ---------------- | ---------- | --------------- | ------------- | --------------- | ------------- | --------------- | ---- |
| Frauen           |            |                 |               |                 |               |                 |      |
| Ibtissam Marirhi | Skeet      | 117             | 16            | ausgeschieden   | ausgeschieden | 117             | 16   |

### Schwimmen
| Athleten      | Wettbewerb     | Vorlauf     | Vorlauf | Halbfinale    | Halbfinale    | Finale        | Finale        | Rang |
| Athleten      | Wettbewerb     | Zeit        | Rang    | Zeit          | Rang          | Zeit          | Rang          | Rang |
| ------------- | -------------- | ----------- | ------- | ------------- | ------------- | ------------- | ------------- | ---- |
| Frauen        |                |             |         |               |               |               |               |      |
| Lina Khiyara  | 200 m Freistil | 2:08,80 min | 28      | ausgeschieden | ausgeschieden | ausgeschieden | ausgeschieden | 28   |
| Männer        |                |             |         |               |               |               |               |      |
| Samy Boutouil | 100 m Freistil | 50,37 s     | 43      | ausgeschieden | ausgeschieden | ausgeschieden | ausgeschieden | 43   |

### Surfen
| Athleten       | Wettbewerb | 1. Runde | 1. Runde | 2. Runde | 2. Runde | 3. Runde  | 3. Runde   | Viertelfinale | Viertelfinale | Halbfinale    | Halbfinale    | Finale / Platz 3 | Finale / Platz 3 | Rang |
| Athleten       | Wettbewerb | Punkte   | Rang     | Punkte   | Rang     | Gegner    | Ergebnis   | Gegner        | Ergebnis      | Gegner        | Ergebnis      | Gegner           | Ergebnis         | Rang |
| -------------- | ---------- | -------- | -------- | -------- | -------- | --------- | ---------- | ------------- | ------------- | ------------- | ------------- | ---------------- | ---------------- | ---- |
| Männer         |            |          |          |          |          |           |            |               |               |               |               |                  |                  |      |
| Ramzi Boukhiam | Shortboard | 10,23    | 2        | Freilos  | Freilos  | M. Bourez | 9,40:12,43 | ausgeschieden | ausgeschieden | ausgeschieden | ausgeschieden | ausgeschieden    | ausgeschieden    | 9    |

### Taekwondo
| Athleten           | Wettbewerb       | Achtelfinale    | Achtelfinale | Viertelfinale   | Viertelfinale | Hoffnungsrunde Halbfinale | Hoffnungsrunde Halbfinale | Halbfinale    | Halbfinale    | Hoffnungsrunde Finale | Hoffnungsrunde Finale | Finale        | Finale        | Rang |
| Athleten           | Wettbewerb       | Gegner          | Ergebnis     | Gegner          | Ergebnis      | Gegner                    | Ergebnis                  | Gegner        | Ergebnis      | Gegner                | Ergebnis              | Gegner        | Ergebnis      | Rang |
| ------------------ | ---------------- | --------------- | ------------ | --------------- | ------------- | ------------------------- | ------------------------- | ------------- | ------------- | --------------------- | --------------------- | ------------- | ------------- | ---- |
| Frauen             |                  |                 |              |                 |               |                           |                           |               |               |                       |                       |               |               |      |
| Oumaima El-Bouchti | Klasse bis 49 kg | Sim J.-y.       | 10:19        | ausgeschieden   | ausgeschieden | ausgeschieden             | ausgeschieden             | ausgeschieden | ausgeschieden | ausgeschieden         | ausgeschieden         | ausgeschieden | ausgeschieden | 11   |
| Nada Laaraj        | Klasse bis 57 kg | A. Zolotic      | 4:11         | ausgeschieden   | ausgeschieden | H. Kübra İlgün            | 0:6                       | ausgeschieden | ausgeschieden | ausgeschieden         | ausgeschieden         | ausgeschieden | ausgeschieden | 7    |
| Männer             |                  |                 |              |                 |               |                           |                           |               |               |                       |                       |               |               |      |
| Achraf Mahboubi    | Klasse bis 80 kg | C. Sallah Cissé | 21:11        | S. Al-Sharabaty | 15:17         | R. Ordemann               | 10:25                     | ausgeschieden | ausgeschieden | ausgeschieden         | ausgeschieden         | ausgeschieden | ausgeschieden | 7    |

### Triathlon
| Athleten      | Wettbewerb | Zeit      | Rang |
| ------------- | ---------- | --------- | ---- |
| Männer        |            |           |      |
| Mehdi Essadiq | Einzel     | 1:53:25 h | 45   |